# 伊藤明生
伊藤 明生（いとう あきお、1958年1月12日 - ）は、日本の神学校教師、聖書学者、哲学博士。東京基督神学校教授｡現在新改訳聖書の常任編集委員、Society of Biblical Literature、日本新約学会会員。

## 来歴
東京大学文学部西洋古典学科、東京基督神学校を卒業。イギリスのオックスフォードの神学校ウィクリッフ・ホールでデービッド・ウェナムに師事する。マタイ福音書の律法理解に関する『マタイの律法理解：第四反対命題を中心にして（Matthew's Understanding of the Law with Special Reference to the Fourth Antithesis）』という論文で哲学博士号（Council for the National Academic Awards）を1989年に取得｡
東京基督神学校講師、1990年に東京基督教大学助手、その後、講師、助教授を経て、2002年より教授｡2002年から2006年まで学部長、現在図書館長。

## 書籍

### 著書
- 『実用聖書注解』「ピリピ人への手紙」担当、いのちのことば社、1995年
- 『大学とキリスト教教育』「神学的解釈学の提唱－試論・大学で教える聖書学」共著、東京基督教大学共立基督教研究所、1998年
- 『新約聖書よもやま話』いのちのことば社、2008年
- 『聖書神学事典』「聖書解釈」「福音書」の項目担当、いのちのことば社、2010年
- 『ガラテヤ人への手紙講解：パウロが語る福音の真理』いのちのことば社、2010年
- Sacred Words: Orality, Literacy and Religion (Orality and Literacy in the Ancient World, VIII), 'Paul the Herald and the Teacher: Paul's Self-Images within an Oral Milieu', Brill, 2011

### 訳書
- 「ギリシャ語新約聖書の語法」ナザレ企画、1998年Idioms of the Greek New Testament by Stanley E. Porter (Sheffield Academic Press, 1997) の日本語訳